# 浓积云
浓积云（学名：Cumulus congestus，缩写： Cu con )，是积云的一种。浓积云是发展强烈的积云，通常有清晰的轮廓，垂直延伸程度很大，其隆起的云顶通常呈现出花椰菜的形状。浓积云可能带来雨、霰和雪等各种形式的降水，这些降水在热带地区还常以暴雨的形式出现。浓积云通常是从中积云发展而来，但堡状高积云和堡状层积云有时也能发展成积云。
浓积云有时会呈现出塔一般窄而非常高的形状，其云顶有时会脱离其下部云体，被风带离并逐渐消散，特殊情况下也能产生幡状结构。浓积云通常会发展成积雨云，其转变的标志是：
- 外表变得平滑，或是上部呈现出纤维状或纹状
- 出现雷电或冰雹天气